# 철원 성산성
철원 성산성(鐵原 城山城)은 대한민국 강원특별자치도 철원군 김화읍에 있는 산성이다. 2003년 1월 18일 강원특별자치도의 기념물 제78호로 지정되었다.

## 개요
성산성은 철원군 김화읍 읍내리 성재산(해발 471m)에 위치하고 있는데, 평강 방향에서 철원·화천·회양으로 가는 길목을 매우 유리한 지점에서 감시하며 방어할 수 있는 곳이다.
『신증동국여지승람』에 성산성으로 기록되어 있으며, ‘현의 북쪽 4리에 있다. 돌로 쌓았는데 둘레가 1,489척, 높이가 4척이다.’라고 나타나 있다. 또한 일제시대 이후에는 가등산성(加藤山城)으로 불렸다고 전해온다.
이 산성은 전체적으로 북쪽이 높고 남쪽이 낮게 되어 있다. 성벽의 총길이는 982m이며, 높이는 일정치 않으나 잔존부와 매몰부분을 감안할 때 7m 전후였을 것으로 추정된다. 성벽은 일부 구간을 제외하고는 대부분 붕괴되었으나 서남쪽 성벽은 상당히 양호한 상태로 잔존하고 있다. 특히 서남쪽 문터를 비롯한 주변 구간에는 높이 5m, 길이 50m 정도의 성벽이 잘 남아 있다. 성벽은 자연석을 다듬어 사용하거나 성내에서 채석한 성돌을 사용하였는데, 현재 성내 곳곳에 채석하여 사용하다 남은 석재가 남아 있다. 한편 동·서벽에서 중세 일본의 산성에서 흔히 나타나는 횡굴(橫堀)의 흔적이 나타나고 있다.
북벽 동쪽 끝과 북벽 서쪽 끝 2곳에 밖으로 돌출된 치성(雉城)의 흔적이 남아 있다. 성문터는 서남쪽 문터와 남문터에 남아 있으며, 이외에 동벽과 북벽 등지에 문터로 추정되는 곳이 3곳 있다. 한편 산성 안의 주로 북쪽과 남쪽 부분에는 주춧돌들과 다량의 다양한 기와조각이 흩어져 있어 건물터가 있었던 곳으로 보인다. 성내 기타 시설로는 우물터, 성황당터, 채석장 등이 발견되었다. 성내에서는 다양한 기와조각과, 청자·백자 등 자기조각, 토기·도기조각을 비롯한 여러 종류의 유물이 수습되었다.
이 산성은 축조방식이나 성내에서 수습되는 유물 등을 고려할 때 최소한 통일신라 시기에는 이미 존재하였던 산성으로 그후 후삼국시대, 고려·조선시대를 거치면서 계속 수리되어 사용되었을 것으로 추정된다. 또한 일본식 성곽구축 방법인 횡굴의 흔적도 있어 임진왜란 당시 왜군이 주둔하였던 곳으로도 판단되는 산성이다. 성벽이 비교적 잘 남아 있고, 우리나라 산성 및 축성법 연구에 학술적인 가치가 크다.

## 현지 안내문
성산성은 축조방식이 성내에서 수습되는 유물 등을 고려할 때 최소한 통일신라 시기에 이미 존재하였던 산성으로 축성방식은 구간에 따라 내탁, 혹은 협축식으로 하였으며, 후삼국, 고려, 조선 시대를 거치면서 계속 개수되어 사용되었을 것으로 추정되며, 일본식 성곽 구축방법인 횡굴의 흔적도 있어 임진왜란 당시 왜군이 주둔하였던 곳으로도 판단되는 산성으로 성벽(총길이 892m)이 비교적 잘 남아있어 한국의 산성 및 축성법 연구에 학술적인 면에서 보존가치가 높은 산성이다.

## 참고 자료
- 철원성산성 - 국가유산청 국가유산포털